# Maria Holic
Maria Holic (まりあ†ほりっく Maria † Horikku?), estilizado como Maria † Holic, es una serie de manga escrita e ilustrada por Minari Endō. Fue publicado por primera vez en la revista japonesa Comic Alive el 27 de junio de 2006 y es publicado por Media Factory desde entonces. La adaptación a serie de anime comenzó a transmitirse en Japón el 5 de enero de 2009, mientras que el último episodio se transmitió el 23 de marzo de ese mismo año. Meses más tarde, la serie saldría a la venta en DVD y Blu-ray. Tanto el manga como el anime han llegado a gozar de gran aceptación entre los japoneses. El manga se ha posicionado en los rankings de mangas más vendidos, mientras que la primera temporada de la serie de anime recibió de muchos medios críticos reseñas en su mayoría positivas. Dicho éxito permitió realizar una segunda temporada conocida como Maria † Holic Alive, la cual también ha disfrutado de un éxito considerable.
A nivel internacional, el anime ha sido puesto a la venta en DVD en algunas regiones del mundo. En Norteamérica, la distribuidora Sentai Filmworks adquirió los derechos de distribución de la serie para el público anglosajón lanzando la primera temporada de la serie en DVD el 23 de febrero de 2010. Mientras que para la segunda temporada, se tiene planeado su lanzamiento a finales de junio de 2012 en DVD. En Taiwán, tanto la serie como su secuela han sido exhibidas en TV por la cadena televisiva Videoland Japan Channel, y en Corea del Sur, la serie ha sido exhibida y distribuida por la compañía Aniplus.
La obra mezcla temas y sentimientos como el lesbianismo, la androfobia y el travestismo con un humor negro e ingenioso. A la vez parodia temas como el compañerismo, el uso recurrente de un mismo chiste, la relación que pueden desarrollar personas con diferente carácter u opuesto, el uso del fanservice en los animes, e incluso, llega en algunos momentos a parodiarse y promocionarse a sí misma.

## Argumento
La historia se ubica en una escuela católica para mujeres llamada Ame no Kisaki, en donde es transferida la protagonista, Kanako Miyamae, quien posee una alergia hacia los hombres . Kanako tiene el objetivo de encontrar una novia en el colegio, motivada por la historia de amor entre sus padres; su madre era una alumna de dicha institución mientras que su padre era un profesor. En la escuela conoce a Mariya, una joven que en una primera impresión le parece hermosa, con un carácter amable y fresco, alguien perfecta. Kanako rápidamente se enamora de su compañera, pero pronto descubre su terrible secreto: Mariya es en realidad un chico travestido, quien gracias a su rostro andrógino y a un vestuario especial, logra infiltrarse en el internado y convencer a todos que es una mujer. Mariya actúa de esta manera motivado por una cláusula del testamento de su abuela, la antigua directora del instituto, y de paso, para formar su harem. Descubierto su secreto, Mariya obliga a Kanako a mantenerlo oculto a toda costa.
Con el paso de la historia, se desarrollan situaciones cómicas y embarazosas en las cuales Mariya pone a prueba a Kanako para que esta conserve el secreto de su travestismo. Por otro lado, Kanako conoce a las demás chicas del instituto, cada una con su historia propia, y conforme avanza la serie, se observará el desarrollo de la relación entre Kanako y Maria.

### Temática de la serie

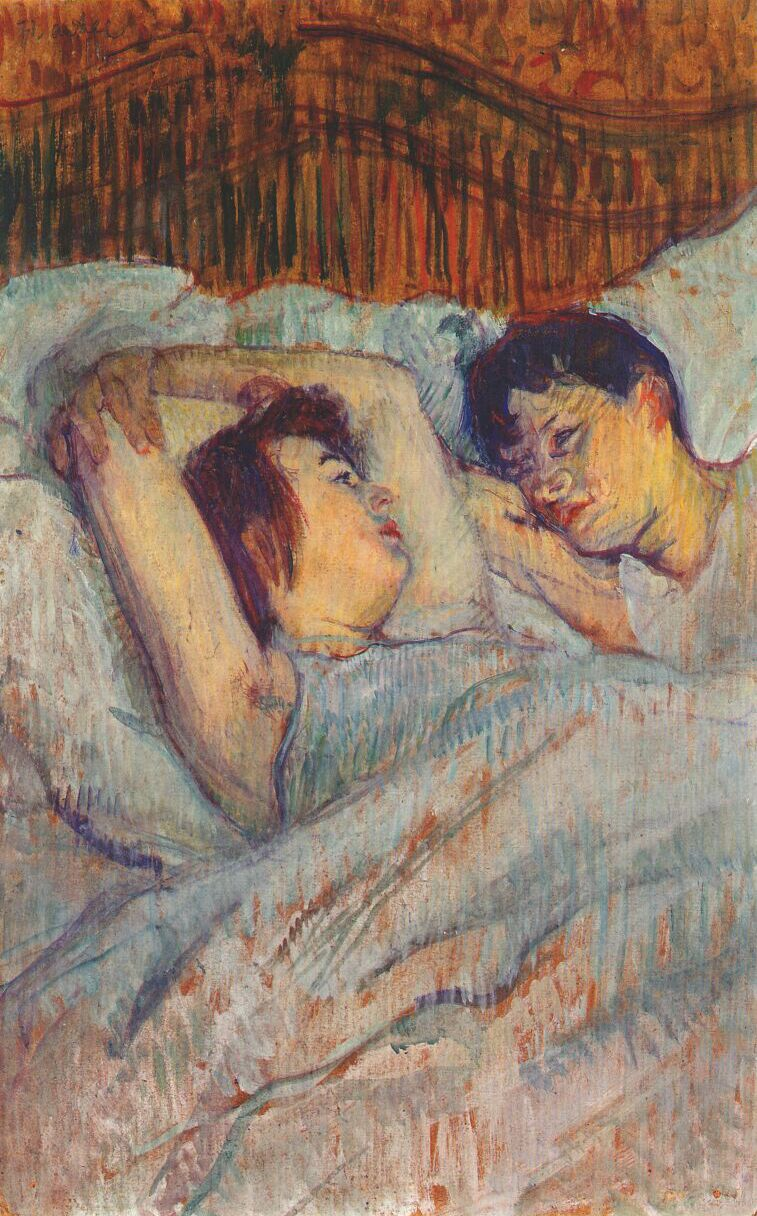
Maria † Holic involucra temas como el lesbianismo. Kanako, la protagonista de la historia, es lesbiana.

Maria † Holic es una serie de carácter shōjo-ai la cual involucra temas como el lesbianismo, la androfobia y el travestismo. Además, posee muchas características del género yuri, teniendo en cuenta la inclinación sexual y el carácter de su protagonista. Pero por otro lado, rompe con muchos estereotipos de estos, ya que en la historia en sí nunca se establece una relación entre dos mujeres (al menos entre los protagonistas). Se debe tener en cuenta que Mariya es en realidad un chico disfrazado de mujer, y su relación con Kanako es más de convivencia (de supervivencia para Kanako) que sentimental.
Se asemeja con la serie Otome wa Boku ni Koishiteru —que no es una serie yuri— debido a que el protagonista (Mizuho Miyanokouji) se trasviste de mujer para poder ingresar a una escuela de chicas llegándose a convertir en una de las estudiantes más populares de su nueva escuela. Sin embargo, se diferencia a la vez de esta por los motivos del porqué se trasvisten y por las actitudes de los personajes travestidos.
También tiene muchas similitudes con las series Strawberry Panic! y Maria-sama ga Miteru debido a las menciones que se hacen a la Iglesia católica así como el sistema de estudio de las escuelas de ambas series que son manejados por misioneras eclesiásticas. Por otro lado, se diferencia mucho de estas debido a la naturaleza de las relaciones entre mujeres, y especialmente a que en las series anteriormente mencionadas, si se observan relaciones puramante lésbicas lo que las convierten en series de carácter Yuri. Otra comparación destacable está en la reacción de Kanako hacia los hombres la cual es comparable con el carácter de Sachiko Ogasawara, mas se diferencian debido a que Sachiko padece de misandria (odio a los hombres) mientras que en el caso de Kanako, se limita a la androfobia (miedo a los hombres). Por último se debe tomar en cuenta que tanto Maria-sama ga Miteru como Strawberry Panic! toman la temática del género yuri de manera seria y trágica —especialmente la primera de ellas—, mientras que Maria † Holic la aborda en forma paródica y burlesca, tal como lo define la página Sovudu.com en su crítica a la serie.

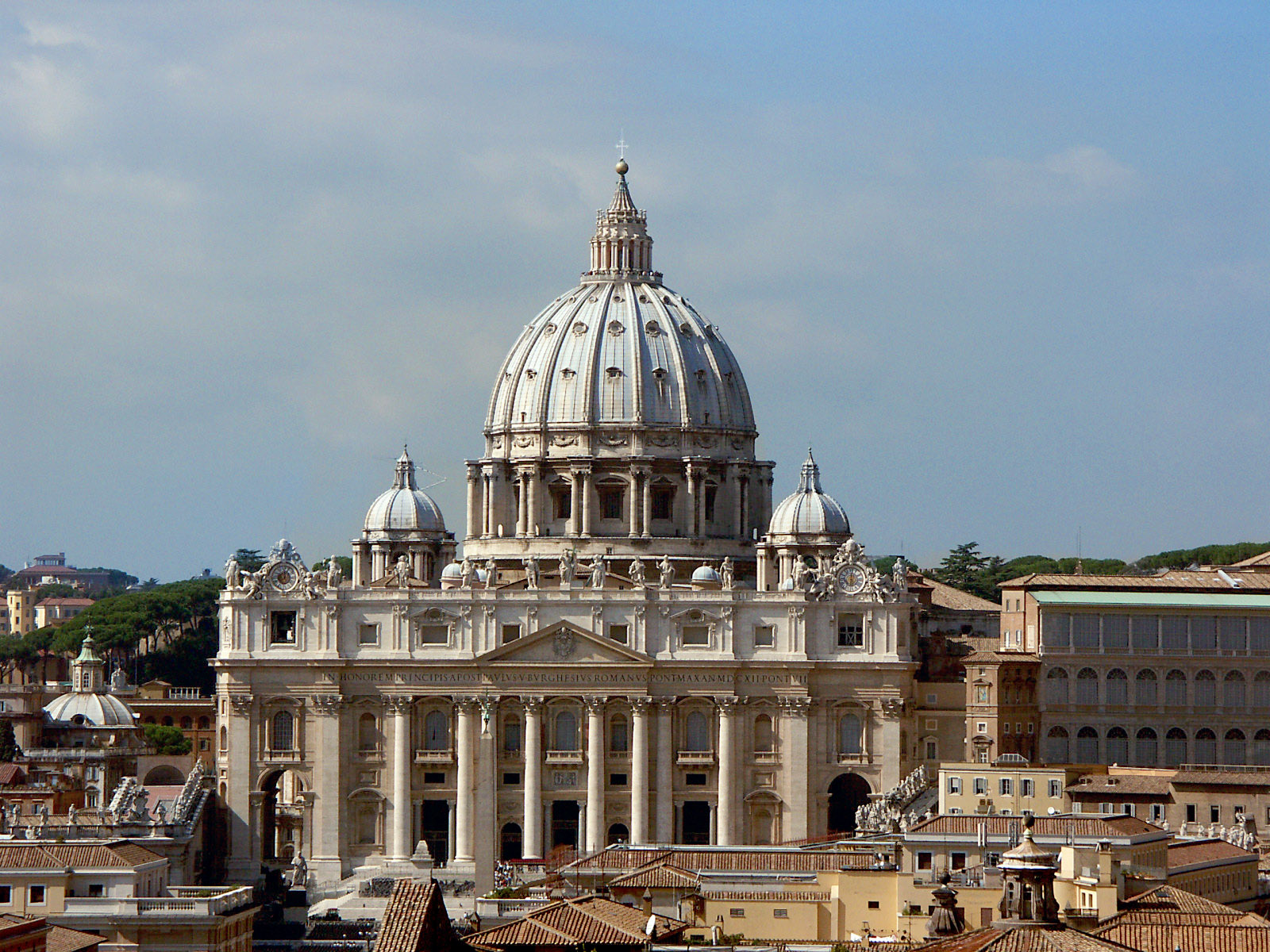
Basílica de San Pedro, símbolo máximo del catolicismo. En Maria † Holic se hace muchas menciones a esta religión.

### Catolicismo
La serie, como otras de su tipo, ha tomado muchos elementos relacionados con el catolicismo. Un ejemplo son las academias Ame no Kisaki y Mihoshi no Mori, ambas escuelas de monjas en donde se enseñan hábitos cristianos a los estudiantes, tales como el obedecer los diez mandamientos —los cuales son base en las normas de la escuela—, el orar antes de comer, el aprender a convivir con el prójimo, etc. Pero no es obligatorio ser cristiano para poder ingresar en la escuela, de hecho, la presidenta del club estudiantil Shiki Ayari le explica a Kanako que muchas chicas en la escuela ni siquiera profesan el cristianismo. Kanako misma, en un acto deliberado confesa ser agnóstica, a lo que la presidenta le contesta que ella también, de cierta manera, lo es. La vicepresidenta incluso opinó que la manera en que la Iglesia opera y la fe en sí son cosas muy distintas. También destacan los objetos religiosos como los rosarios de Kanako y Mariya, este últímo con una piedra de gran valor en la cruz y que Kanako estuvo a punto de perder, además se observan otras costumbre como la habilidad de María para cantar en latín llegando a cantar el Tota Pulchra Es, un canto gregoriano a la Virgen. A pesar de que Kanako asegura no creer en Dios, durante toda la serie muestra una devoción especial por la Virgen María, a la que le "reza" constantemente para poder encontrar su amor platónico.

## Personajes
Kanako Miyamae (宮前 かな こ Miyamae Kanako?)
Voz por: Asami Sanada
Es la protagonista principal de la historia. Kanako es una estudiante de segundo año que fue transferida hacia Ame no Kisaki. Esta chica tiene un miedo inherente hacia los hombres, el cual comenzó en la escuela primaria cuando un trozo de su grabadora y su uniforme de educación física fueron robados, y desde entonces, al entrar en contacto físico con cualquier hombre, instantáneamente le sale sarpullido en la piel debido a su temor a estos. Por esta razón solo tiene interés exclusivo en las mujeres, en lo que respecta a sus relaciones. Kanako constantemente sufre de hemorragias nasales al pensar en cualquier situación sexual con una mujer. La razón del porque está en Ame no Kisaki es para buscar a su verdadero amor (una mujer) de la misma forma en que se conocieron sus padres. En su primer día de clases conoce a Mariya Shidō de quien Kanako queda enamorada por su belleza y amabilidad, pero después, descubre que en realidad es un chico disfrazado de mujer, por lo que Maria cambia radicalmente su actitud hacia Kanako, tratándola con extrema crueldad para que esta no revele su secreto. Kanako siempre inicia sus reflexiones sobre su situación con la frase «Querida madre en el cielo». Otra cosa destacable de Kanako es que es una chica bastante alta para los estándares japoneses (de 173 cm y sigue creciendo) siendo objeto de las burlas de Mariya y Matsurika. A pesar de que Kanako sabe que Mariya es en realidad un chico, sigue cayendo en sus trampas, puesto que siempre cede ante los encantos de Mariya.
Mariya Shidō (祇堂 鞠也 Shidō Mariya?)
Voz por: Yū Kobayashi.
Mariya es en realidad un chico que se trasviste de mujer para asistir a Ame no Kisaki con el propósito de ganar la presidencia de dicha escuela contra su hermana Shizu Shido (quien es en realidad la verdadera Mariya) y en donde su difunta abuela fue la directora. Respeta y ama profundamente a su abuela y no le importa realmente ganar la presidencia, él simplemente quiere respetar el pedido de su abuela. En apariencia, parece que realmente se preocupa por otros, aunque esta fachada se oculta a menudo a través de una excusa que ha creado para sí mismo. Cuando se reúne por primera vez con Kanako, esta es inmediatamente atraída por su feminidad y actitud juguetona, divertida y adorable. Sin embargo, Mariya demuestra ser una persona sádica, manipuladora, egocéntrica y vanidosa cuando Kanako descubre su secreto, torturándola de muchas maneras para que Kanako no lo delate. Aunque dice que odia travestirse, es extremadamente narcisista en lo que se refiere a su apariencia femenina, llegando incluso a quejarse de que sus pechos falsos son pequeños comparados con los de su prima, la presidenta Shiki Ayari. A pesar de su situación, Mariya es muy inteligente siendo la primera de la clase obteniendo notas perfectas. Mide 160 cm llegando la punta de la nariz de Kanako.
Matsurika Shinōji (汐 王 寺 茉莉花 Shinōji Matsurika?)
Voz por: Marina Inoue.
Es la sirvienta personal de Mariya. Es una persona silenciosa y recatada, pero puede llegar a ser extremadamente grosera. Tiende a ponerle apodos a Kanako como "Sra. cara de cerdo", "Torre Eiffel", monte "Chumulungma", etc; esto es debido a su elevada estatura, además de participar en muchas de las acciones de María para torturar a Kanako. Para ser la sirvienta de Mariya, tiende a insultarla mucho así como responderle mediante sarcasmos y burlándose de sus actuaciones "femeninas" ya que sabe muy bien que es un hombre. Matsurika es una estudiante de Ame no Kisaki de primer año al igual que Mariya, a pesar de ello, nunca se ha quitado el uniforme de sirvienta el cual lleva puesto todo el tiempo. Sus calificaciones son comparablemente alta a las de su amo.

## Lugares en la serie

### Ame no Kisaki
Ame no Kisaki  (雨の妃ない?) es una escuela preparatoria exclusiva para mujeres, la cual tiene un sistema de estudios religioso. La escuela es administrada por monjas católicas, pero a pesar de esto y contrario a otras escuelas misioneras en otras series, utiliza el sistema tradicional japonés de estudios. La escuela preparatoria comprende los tres años de preparatoria, un consejo escolar conformados por estudiantes del tercer año y su presidenta (Shiki Ayari) quienes tienen el deber de organizar las fiestas escolares como el Festival de la Virgen María en donde se celebra la fundación de la academia el 31 de mayo y se lleva a la Virgen en una carroza de desfile y a la presidenta del consejo vestida de blanco como modelo. El uniforme de Ame no Kisaki consiste en una chaleco color mostaza o si se prefiere de manera más informal, con una chaqueta del mismo color, una falda o faldón largo color café, una camiseta blanca adentro del chaleco y un moño en el pecho cuyo color dependerá del año que curse la persona, azul para los primeros años (como Maria), rojo para los segundo (como Kanako) y verde para los últimos años (como Ryūken Ishima y o Shiki Ayari). Su uniforme de verano por otro lado solo consiste en una blusa blanca con el moño del color de grado respectivo y la falda café. En el anime, casi nunca se muestra el escudo de armas de la institución pero en la portada de la edición radial de Maria † Holic en DVD se observa dicho escudo, el cual es dorado, de apariencia europea con la flor de lis en el centro.
Entre los lugares de Ame no Kisaki que más destacan están:
La piscina de la escuela en donde las chicas reciben sus clases de natación.
El comedor de la escuela.
La enfermería de la escuela, Kanako la visita frecuentemente debido a sus sangrados de nariz
El dormitorio de chicas n° 1; este dormitorio se encuentra contiguo a Mihoshi no mori y por lo tanto las chicas que habitaban en el eran objetos de acoso por los chicos. De acuerdo con Mariya, las chicas pusieron trampas y pruebas para estos en dicho lugar, Kanako y sus amigas deciden pasar las pruebas puestas, algunasde ellas manejadas por Matsurika.
El dormitorio de chica n°2; este es el lugar en donde las chicas viven y descansan después de las clases. (ver abajo)

### Mihoshi no Mori
Mihoshi no Mori (美星の森?) es una escuela preparatoria exclusiva para varones afiliada con Ame no Kisaki y también estaba a cargo de la fallecida abuela de Mariya y Shizu, asistiendo esta última a dicha escuela a pesar de ser mujer, esto debido a la condición de herencia que la abuela les impuso a ella y a María: cuando su sexo verdadero sea descubierto por algún estudiante, el "juego" terminaría quedando la otra persona como director/a de ambas escuelas. En el anime, no se hace mucha descripción de esta escuela en la serie debido a que la mayoría de la historia ocurre en Ame no Kisaki. Pero en la secuela del anime Maria † holic Alive se ofrecen más detalles sobre esta, como sus edifcaciones (muy parecida a las de Ame no Kisaki) así como el tipo de uniforme que se utiliza el cual consiste en un pantalón negro, una camisa formal blanca manga corta en su interior con corbata y una chaqueta de color azul en el exterior con el escudo de armas de Mihoshi no Mori en el pecho izquierdo el cual es de corte europeo, de color escarlata y con la cruz latina en la parte superior izquierda

### Dormitorio de chicas n° 2
El dormitorio de chicas es el lugar en donde las estudiantes de Ame no kisaki tienen establecidas sus habitaciones de descanso a modo de un internado. Están ubicadas cerca de la escuela para el fácil transporte de las chicas, son lo suficientemente grande para que dos personas puedan dormir en estas, la habitación es administrada Ryōchō-sensei conocida como la "jefa" o "Dios", una persona con apariencia de niña, orejas de gato y de carácter misterioso. En este lugar es donde Kanako se establece para vivir. Al principio ella iba a compartir habitación con Ryūken Ishima de tercer año, pero Mariya y Matsurika la chantajean para que cambie de habitación,esto con el propósito de vigilar a Kanako y no lo pueda delatar con nadie (para desgracia de esta). Entre los acontecimientos destacados en este lugar es el de los siete misterios del dormitorio, así como algunas situaciones cómicas en la habitación de Kanako y María, como la habitación secreta de esta última en donde puede tomarse una ducha, cambiarse o vestirse para que nadie descubra su verdadero sexo.

### Mansión Shidō
La mansión Shidō es la residencia de Mariya y Shizu heredadas a estas luego de la muerte de su abuela. Está ubicada en la zona dentro de Ame no Kisaki. La mansión tiene un estilo europeo ciertamente parecido a las instalaciones de la escuela. Es una gran casa de apariencia hogareña de dos plantas y un portón incluido. Destaca en ella un gran jardín con un camino de arcos de flores, en este jardín han sido impuestas una gran cantidad de trampas por parte de Rinduo, el sirviente personal de Shizu que desde hace mucho tiempo, tiene una obsesión con capturar a Mariya y que a la vez, es el hermano gemelo de Matsurika. En el anime, esta mansión solo aparece hasta la secuela Maria † Holic Alive cuando María y Shizu vuelven a intercambiar personajes para una competencia de natación y Kanako decide visitar la mansión cayendo en una de las trampas de Rindou.

## Adaptaciones

### Manga
El manga fue creado por Minari Endo y se comenzó la publicación en la revista seinen Monthly Comic Alive el 27 de junio de 2006 por Media Factory en diciembre de 2008. Desde entonces, once volúmenes han sido publicados en Japón. El manga ha sido puesto a la venta en Norteamérica por Tokyopop, quien logró adquirir los derechos de la obra, y el primer volumen ya está disponible en las tiendas Amazon de Canadá desde septiembre de 2009.
- Maria † Holic - Volumen 1 - (25 de febrero de 2007 - ISBN 978-4-8401-1676-3)[31]
- Maria † Holic - Volumen 2 - (23 de julio de 2007- ISBN 978-4-8401-1974-0)[32]
- Maria † Holic - Volumen 3 - (25 de enero de 2008 - ISBN 978-4-8401-2246-7)[33]
- Maria † Holic - Volumen 4 - (24 de junio de 2008 - ISBN 978-4-8401-2503-1)[34]
- Maria † Holic - Volumen 4.5 - (24 de junio de 2008 - ISBN 978-4-8401-2503-1 ).[35]
- Maria † Holic - Volumen 5 - (25 de enero de 2009 - ISBN 978-4-8401-2595-6)[36]
- Maria † Holic - Volumen 6 - (25 de agosto de 2010 - ISBN 978-4-8401-2988-6)[37]
- Maria † Holic - Volumen 7 - (23 de octubre de 2010 - ISBN 978-4-8401-3388-3)[38]
- Maria † Holic - Volumen 8 - (23 de marzo de 2011 - ISBN 978-4-8401-3775-1)[39]
- Maria † Holic - Volumen 9 - (23 de febrero de 2012 - ISBN 978-4-8401-4414-8)[40]
- Maria † Holic - Volumen 10 - (22 de noviembre de 2012 - ISBN 978-4-8401-4752-1)[41]
- Maria † Holic - Volumen 11 - (23 de febrero de 2013 - ISBN 978-4-8401-4797-2)[42]

### CD drama y radiodramas
Un CD drama fue lanzado el 25 de julio de 2008 y fue producida por Frontier Works, y además se lanzó un programa radial el cual debido a su popularidad se lanzó rápidamente para DVD en las cuales contiene algunas conversasiones y video entrevistas a los diferentes miembros del elenco, el programa radial está protagonizado por las Seiyū Yu Kobayashi y Asami Sanada quienes son las voces de María y Kanako respectivamente.
- Maria † Holic CD Drama 1, puesto a la venta el 25 de julio de 2008.[44]
- Maria † Holic CD Drama 2, puesto a la venta el 24 de abril de 2009.[45]
- Maria † Holic CD Drama 3, puesto a la venta el 25 de noviembre de 2009.[46]

También se incluye:
- Maria † Holic DJ CD[47]

### Anime
Una adaptación al anime ha sido realizada y lanzada al aire por Media Factory. Dicha adaptación ha sido dirigida por Akiyuki Shinbo y fue producida por los estudios SHAFT. Un avance de la serie fue preparado y presentado el 23 de diciembre de 2008. Doce episodios fueron transmitidos en la cadena Chiba TV que se transmitieron en Japón desde el 5 de enero hasta 23 de marzo de 2009. El primer episodio del anime se emitió como un especial de televisión animado a partir del 26 de diciembre de 2008. Dos piezas de música fueron usadas como temas de entrada y salida de la serie. El tema de apertura se titula "HANAJI" y es interpretado por Yu Kobayashi. Para el tema de cierre, se realizó una nueva versión de la canción Kimi ni, Mune Kyun (君に、胸キュン。?), la cual fue compuesta originalmente por el grupo Yellow Magic Orchestra (イエロー・マジック・オーケストラ?) en 1983. La nueva versión fue cantada en conjunto por Asami Sanada, Marina Inoue, y Yu Kobayashi, las Seiyūs de los personajes principales. El 24 de abril de 2010, Anime News Network y FUNimation han confirmado una negociación con Youtube para poder ver series en línea, entre ellos, se ha incluido el episodio 12 de la primera temporada de Maria † Holic.
A continuación se presentan la lista de los volúmenes en DVD que salieron de la serie con sus respectivas fechas de salida y los episodios correspondientes a estos.1
| # | Fecha de salida      | Discos | Episodios |
| - | -------------------- | ------ | --------- |
| 1 | 25 de marzo de 2009  | 1      | 1-2       |
| 2 | 24 de abril de 2009  | 1      | 3-4       |
| 3 | 22 de mayo de 2009   | 1      | 5-6       |
| 4 | 25 de junio de 2009  | 1      | 7-8       |
| 5 | 24 de julio de 2009  | 1      | 9-10      |
| 6 | 25 de agosto de 2009 | 1      | 11-12     |

Nota:
1En esta lista no se incluyeron los paquetes de edición limitada de la serie que salieron ya que solo se hicieron para los volúmenes 1 y 4. 
La versión en Blu-ray Disc de la serie en Japón fue lanzada a la venta el 23 de febrero de 2011 la cual consiste en un paquete especial con tres discos un libro con la guía de producción, las fichas técnicas, los datos de los personajes principales y otros extras.
| # | Fecha de salida       | Discos | Episodios |
| - | --------------------- | ------ | --------- |
| 1 | 23 de febrero de 2011 | 3      | 1-12      |

En Norteamérica, Sentai Filmworks ha sacado una edición con la serie completa en un pack DVD el cual consiste en un estuche especial con dos discos los cuales contienen los doce episodios de la serie, cada uno con subtítulos en inglés y fueron clasificados para la región 1, exclusiva para Estados Unidos y Canadá. Theron Martin de Anime News Network hizo un análisis de este paquete resaltando los extras que se han colocado junto con los episodios, en el primer disco es una entrevista de 19 minutos con la tres seiyu protagonistas hecho como una promoción de la serie preliminar para el canal de televisión japonés AT-X, el otro extra se titula "Ame no Kisaki Festival Holy Night", una colección de 22 minutos de clips tomados de un evento promocional de Navidad de la serie.
| # | Fecha de salida       | Discos | Episodios |
| - | --------------------- | ------ | --------- |
| 1 | 23 de febrero de 2010 | 2      | 1-12      |

#### Maria † Holic Alive
En abril de 2011, salió al aire la secuela de la serie la cual llevaría el mismo nombre que la predecesora con la inclusión del sufijo Alive. Esta secuela sigue la trama de donde quedó la primera parte, en el manga se inicia desde la segunda mitad del volumen 4, esta serie al igual que la anterior contiene doce episodios, alguno de ellos divididos en partes llegando incluso a tener un episodio, una división de cuatro partes. En este episodio se llegan a establecer cuatro historias con sus respectivos títulos y el último episodio de la serie se transmitió el 24 de junio de 2011. Por otro lado Media Factory ya confirmó la venta de la serie en DVD Y Blu-ray Disc divididas en 6 volúmenes con dos episodios cada uno. Yu kobayashi se encargó de promocinar la serie en distintos puntos de Tokio en una caravana especial para ello. el volumen 1 con los primeros dos capítulos salió a la venta en DVD y Blu-Ray el 27 de julio del mismo año en tierra nipona. El sexto y último volumen salió ala venta el 21 de diciembre de 2011 con los episodios 11 y 12. Por último Sentai Filmworks ha logrado adquirir los derechos para su transmisión y venta en Norteamérica. El paquete en DVD saldrá a la venta el 26 de junio de 2012, y contendrá 2 DVD con los 12 episodios más algunos anuncios de TV, audiocomentarios y finalmente, los temas de apertura y de cierre sin créditos.

### Música
La banda sonora de la serie vino por cuenta del compositor Tatsuya Nishiwaki quien compuso diversas melodías para los diferentes momentos en la serie, algunas de ellas relacionadas con el canto gregoriano debido a los elementos que toma la serie del catolicismo. Dos CD de música fueron lanzados a la venta el 11 de marzo de 2009, y contiene todas las melodías de la serie.
- Maria † Holic Soundtrack no Kikikata Zenpen - Mariya & Kanako ni Yori Utsukushi (contiene 26 pistas)[76]
- Maria † Holic Soundtrack no Kikikata Kouhen - Mariya & Kanako ni Yori Utsukushi  (contienen 32 pistas)[77]

También se incluyen:
- Maria † Holic OP Single - HANAJI  (contiene 4 pistas incluido el Opening de la serie)[78]

- Maria † Holic ED Single - Kimi ni, Mune Kyun (contiene 4 pistas incluido el Ending de la serie)[79]

A continuación se presentan los opening y ending utilizados durante la serie así como los de su secuela.

#### Apertura
- HANAJI (はなぢ?)[80]

Episodios: (Maria † Holic, 1° temporada)
Interpretada por: Yu Kobayashi
Letra: Takashi Matsumoto - Haruomi Hosono
Música: Satomi Arimori - Suzuki Shengguang
- Mousou Senshi Miyamae Kanako (妄想戦士 宮前かなこ Guerrera de ilusión, Kanako Miyamae?)[n. 4]

Episodios: (Maria † Holic Alive Op 1, EP 1-4)
Interpretada por: Tomokazu Sugita
Letra: Masahiro Yokotani - Gran Murai
Música: Tomokazu Sugita
Coro: Ame no Kisaki Gasshoudan (コーラス - 天の妃シスターズ estudiantes de Ame no Kisaki?)
- Runrunriru Ranranrara (るんるんりる らんらんらら?)  (Maria † Holic Alive Op 2, EP 5-12)

Episodios: (Maria † Holic Alive Op 2, EP 5-12)
Interpretada por: Yu Kobayashi, Marina Inoue (cap 6)
Letra: Masahiro Yokotani - Gran Murai
Música: Juno Tsuji y Toy Okuda

#### Cierre
- Kimi ni, Mune Kyun (君に、胸キュン。 Me gustas mucho?)[81]

Episodios: (Maria † Holic 1° temporada)
Interpretada por: Yu Kobayashi
Letra: Takashi Matsumoto - Haruomi Hosono
Música: Satomi Arimori
- Dou ni mo Tomaranai (どうにもとまらない No se puede detener?)

Episodios:(Maria † Holic Alive EP 2-11)
Interpretada por: Yu Kobayashi, Asami Sanada, Marina Inoue.
Letra: Takashi Matsumoto - Haruomi Hosono
Música: Satomi Arimori
- Don't Mind Don't Mind (ドンマイ ドンマイ! Donmai Donmai?)

Episodios:(Maria † Holic Alive EP 12)
Interpretada por: Yu Kobayashi.
Letra: Takashi Matsumoto - Haruomi Hosono
Música: Satomi Arimori

### Otros
Maria † Holic además de las ventas en DVD y Blu-ray, ha tenido una gran variedad de mercadotecnia o productos a vender relacionados con la serie entre los cuales se incluyen llaveros con personajes de la serie, pines conmemorativos, toallas deportivas, un juego de cartas relacionados con los personajes, cubierta para celulares, un manual del estudiante portátil con la identificación de María, calcomanías, figuras de plastilinas, camisas alusivas a la serie, y hasta un juego de tazas de porcelana o metálicas con las figuras de los personajes. Pero existen otros productos más relacionados con la historia de la serie como el rosario de María que esta utiliza en algunos capítulos o la mochila de Kanako que contiene un monstruo viviente dentro de ella, incluso existe una figura a escala de María en PVC.

## Recepción

### Ventas
El manga de Maria † Holic ha tenido ventas relativamente altas, apareciendo algunos de sus volúmenes en los rankings de Manga más vendidos. El volumen 5 del manga llegó a tener una venta de 33,322 unidades llegando a la posición # 30 del ranking de ventas del Manga japonés. El volumen 6 tuvo ventas de 51,401 unidades llegando a la posición # 17 del ranking de ventas del cómic japonés a finales de febrero de 2010, siendo el más vendido de la serie por el momento. El volumen 7 del manga alcanzó ventas de 33,164 unidades bajando a la posición # 24 en el ranking de ventas. Más tarde Media Factory decidiría llevar a cabo la producción de la historia al anime e incluso se confirmó el elenco que participaría en ella.

### Crítica
El manga en general ha recibido críticas mixtas a positivas. Dominic Chan de Liberation Frequency se encargó de analizar el volumen 1 del manga calificando el diseño artístico similar a series como Sailor Moon pero menos colorido y de forma más torpe, en cuanto a la historia considera que «es urgente luchar para tener sentido del humor, todos los gags de aquí se inventaron hace años en clásicos como Kingyo Chuiho, Crayon Shin-Chan, Ranma ½ ... en los años 90», por lo que concluye de forma negativa que «no valió la pena el tiempo invertido en su lectura». Jason Thompson de la página Sovudu.com hizo una revisión más positiva del manga, considera a Maria † Holic como «una parodia cómica con humor negro del manga Yuri, en concreto de las historias de "lesbianas en escuelas católicas" como Maria-sama ga Miteru... pero tiene un díalogo muy divertido e inteligente».
En cuanto a la serie anime que se realizó del manga, esta ha recibido críticas en su mayoría positivas. Se elogia de forma general el estilo de animación así como la originalidad y el carisma de los personajes, especialmente el de María. Animefg, en su crítica a la serie, la describe como una serie ecchi de carácter invertido debido a que el «personaje degenerado que vive explotando en sangre al ver tantas chicas sexis es una chica lesbiana, y el personaje central que le pone los limites es un hombre» contrario a las series ecchi normales.
Anime-planet también elogió la serie calificándola con 7/10 en general aludiendo como su punto fuerte a la animación la cual califica de 9/10 y el sonido con un 8/10 mientras que la historia en si como los personajes son calificados con 7/10, en este apartado se elogian la originalidad de los personajes de María y Matsurika, no así a la protagonista Kanako a quien, si bien en un principio parecía «más o menos agradable, su atracción inquebrantable con el sexo débil rápidamente cae en picado de ser divertida y peculiar a intestinal y dolorosamente aburrida».
Sin embargo, la serie también ha recibido algunas críticas negativas, el trasfondo de la historia es visto como incoherente y algunos chistes se vuelven repetitivos. Animefg considera que lo repetitivo del humor es el punto más débil de la serie siendo este su principal defecto. Más negativa es la crítica que hace Otakudan.com aludiendo también lo repetitivo del humor por ejemplo; los sangrados de Kanako en todo momento, la falta de lógica en la serie, el tema de cierre de la serie al que tacha de cursi y el episodio final de esta que lo cataloga como «una gran decepción» por lo que llega a la conclusión de que el anime «es horrible». Sin embargo, la página elogió la ironía de algunos temas que trata y al tema de apertura de la serie calificándolo de «impresionante y rockero».
Theron Martin, quien analizó la edición norteamericana del DVD de la serie, la describió de la siguiente manera:

« Maria † Holic es una serie sin argumento significativo, ya que nunca se explora mucho el hilo de una trama que hace posible ofrecer (es decir, que de vez en cuando María en realidad parece tener genuinamente simpatía por Kanako) y no parece ir mucho de cualquier otro lugar. El final deja claro que no hay intención de animar cualquier contenido adicional. Es más un independiente de comedia que otra cosa, pero tomándolo en ese sentido, funciona bastante bien.»

Mientras que Crystal Energy kai en su análisis al primer episodio de Maria † Holic Alive, catáloga la serie de esta forma:

« Maria † Holic debe ser el unico show al que reconozco perfecto para Shaft y Shinbo (Arakawa terminaron jodiéndolo), razón por la que me sorprendí con la excesiva calidad visual de este capítulo [el capítulo 1 de Maria † Holic Alive] ... aunque extrañamente tuvo poco nivel de alucinógenos. En verdadera tradición Shaftiana, todavía no incluyeron opening y ending, aunque la presentación en broma a la Tokusatsu podría funcionar bien un par de semanas. Igual no olvido que a veces tienen openings raros que duran una semana y nunca mas vuelven a mostrar (como el Ko-sama Go-summer). No me molestaría algunas más del "Mousou Senshi Miyamae Kanako" si a cambio lo reemplazan con uno tan estimulante como el viejo Hanaji de la primera temporada. Igual no me extrañaría que por darles la mano se tomen el brazo entero y recién para mitad del show aparezcan con una presentación definitiva.»

Animeprincess hizo una reseña balanceada de la serie elogiando la originalidad de la historia así como el personaje de María lamentando que no se le diera más tiempo en la pantalla, pero también criticó el humor repetitivo como los sangrados de Kanako y la falta de un argumento concluyente. Por otro lado Anime anthology hizo una reseña de la serie calificándola con 8.2/10 considerando que «el arte es excelente, la historia es interesante, los personajes son divertidos, y la banda sonora es bastante decente». Sin embargo la secuela Maria † Holic Alive recibió una reseña más negativa calificándola con 5/10 y la considera como «repetitiva, sin más que ofrecer, no cumple con las expectativas de la primera temporada».